# East Riding of Yorkshire
East Riding of Yorkshire (eller bare East Yorkshire) er et engelsk ceremonielt grevskab i regionen Yorkshire og Humber.
I 2011 havde grevskabet omkring 590.000 indbyggere. Beverley er administrationsby.
Grevskabet består af to selvstyrende kommuner. Det er bykommunen Hull med over 255.000 indbyggere og landkommunen East Riding of Yorkshire Council med knapt 335.000 indbyggere.

## Englands største kommune
Landkommunen er opdelt i verdslige sogne. Derimod er der hverken distrikter (Borough Councils) eller administrative grevskaber i området.
Målt i areal er East Riding of Yorkshire Council Englands største kommune.

## Navnet
Navnet kommer fra norrønt þriðing (thridhing, «tredjedel»), som er en gammel inddeling af grevskaber. Det traditionelle grevskab Yorkshire bestod, som navnet antyder, af tre sådanne enheder – øst, nord og vest.
South Yorkshire opstod først i 1974, da West Yorkshire og South Yorkshire fik tildelt arealer fra det tidligere West Riding of Yorkshire.
Grevskabet East Riding of Yorkshire bygger altså på inddelingen fra middelalderen.